# نووینکا (استان آمور)
نووینکا (به لاتین: Novinka) یک منطقهٔ مسکونی در روسیه است که در استان آمور واقع شده‌است. نووینکا ۱۵۱ نفر جمعیت دارد.